# Бурігі
Бурігі — безстічне озеро, знаходиться в Танзанії. В найближчому місті знаходиться за 22 км від озера Вікторія, Карагве, регіон Кагера, околиці озера відносяться до природоохоронної території Бурігі.
Озеро є витягнуте в напрямі північ-південь, у найширшому місці між протилежними берегами сягає 30 км, до Бурігі впадає кілька річок, найбільша — річка Руіза, довжиною 108 км. Водневий показник становить 3,8, прозорість — 0,5 м.
Бурігі є місцем гніздування журавлів, чапель, пеліканів, поживу знаходять на мілководді озера. Навколо Бурігі у великій кількості розмножуються різні види комарів.